# Ясін Брагімі
Ясін Брагімі (фр. Yacine Brahimi, араб. ياسين إبراهيمي, нар. 8 лютого 1990, Париж) — французький і алжирський футболіст, півзахисник катарського «Аль-Райяна» та національної збірної Алжиру.
У складі збірної — володар Кубка африканських націй 2019 року.

## Клубна кар'єра
У дорослому футболі дебютував 2007 року виступами за команду «Ренн 2», в якій провів два сезони, взявши участь у 16 матчах чемпіонату.
Протягом 2009–2010 років захищав на умовах оренди кольори клубу «Клермон».
Своєю грою в оренді привернув увагу представників тренерського штабу головної команди «Ренна», до складу якої приєднався 2010 року. Відіграв за команду з Ренна наступні два сезони своєї ігрової кар'єри.
До складу «Гранади» перейшов влітку 2012 року на правах оренди. По завершенні сезону клуб викупив контракт гравця. Всього встиг відіграти за клуб з Гранади 62 матчі в національному чемпіонаті.
22 липня 2014 року за 6,5 млн євро перейшов в португальський «Порту», підписавши п'ятирічний контракт. Протягом періоду дії цього контракту був основним гравцем португальської команди, проте по його завершенні співпрацю з «Порту» не продовжив, натомість перебрався на правах вільного агента до лав катарського «Аль-Райяна».

## Виступи за збірні
2006 року дебютував у складі юнацької збірної Франції, взяв участь у 48 іграх на юнацькому рівні, відзначившись 14 забитими голами.
Протягом 2010–2012 років залучався до складу молодіжної збірної Франції. На молодіжному рівні зіграв у 13 офіційних матчах, забив 2 голи.
2013 року, вирішивши на рівні національних збірних виступати за команду своєї історичної батьківщини, дебютував в офіційних матчах у складі збірної Алжиру. Наразі провів у формі головної команди країни 49 матчів, забивши 11 голів.
У червні 2014 року був включений тренером Вахідом Халілходжичем до складу збірної для участі в фінальному турнірі чемпіонату світу в Бразилії. 22 червня 2014 року Брагімі забив свій перший гол за збірну, який був четвертим в матчі проти збірної Кореї (4:2) в груповому етапі Чемпіонату світу з футболу.. Всього на турнірі взяв участь у трьох матчах — іграх групового турніру проти Кореї та Росії та матчі 1/8 фіналу з Німеччиною.
Був основним гравцем алжирців на Кубку африканських націй 2015 і Кубку африканських націй 2017.
2019 року поїхав на свій третій Кубок африканських націй, на якому утім був здебільшого резервним гравцем, лише двічі вийшовши на заміну по ходу турніру, а його команда завоювала другий в її історії титул чемпіона Африки.
| Дата       | Місто         | Господарі      | Результат  | Гості                            | Турнір                                      | Голи | Примітки |
| ---------- | ------------- | -------------- | ---------- | -------------------------------- | ------------------------------------------- | ---- | -------- |
| 26-3-2013  | Бліда         | Алжир          | 3 – 1      | Бенін                            | Відбір до ЧС 2014                           | -    | 71'      |
| 16-6-2013  | Кігалі        | Руанда         | 0 – 1      | Алжир                            | Відбір до ЧС 2014                           | -    | 71'      |
| 14-8-2013  | Бліда         | Алжир          | 2 – 2      | Гвінея                           | товариський матч                            | -    | 46'      |
| 19-11-2013 | Бліда         | Алжир          | 1 – 0      | Буркіна-Фасо                     | Відбір до ЧС 2014                           | -    | 68'      |
| 31-5-2014  | Сьйон         | Алжир          | 3 – 1      | Вірменія                         | товариський матч                            | -    | 62'      |
| 4-6-2014   | Женева        | Алжир          | 2 – 1      | Румунія                          | товариський матч                            | -    | 84'      |
| 22-6-2014  | Порту-Алегрі  | Південна Корея | 2 – 4      | Алжир                            | ЧС 2014 - 1-й етап                          | 1    | 77'      |
| 26-6-2014  | Куритиба      | Алжир          | 1 – 1      | Росія                            | ЧС 2014 - 1-й етап                          | -    | 71'      |
| 30-6-2014  | Порту-Алегрі  | Німеччина      | 2 – 1 д.ч. | Алжир                            | ЧС 2014 - 1/8 фіналу                        | -    | 78'      |
| 6-9-2014   | Аддис-Абеба   | Ефіопія        | 1 – 2      | Алжир                            | Відбір до Кубка африканських націй 2015     | 1    |          |
| 10-9-2014  | Бліда         | Алжир          | 1 – 0      | Малі                             | Відбір до Кубка африканських націй 2015     | -    |          |
| 11-10-2014 | Блантайр      | Малаві         | 0 – 2      | Алжир                            | Відбір до Кубка африканських націй 2015     | -    |          |
| 15-10-2014 | Бліда         | Алжир          | 3 – 0      | Малаві                           | Відбір до Кубка африканських націй 2015     | 1    | 55'      |
| 15-11-2014 | Бліда         | Алжир          | 3 – 1      | Ефіопія                          | Відбір до Кубка африканських націй 2015     | 1    |          |
| 19-11-2014 | Бамако        | Малі           | 2 – 0      | Алжир                            | Відбір до Кубка африканських націй 2015     | -    | 58'      |
| 11-1-2015  | Радес         | Туніс          | 1 – 1      | Алжир                            | товариський матч                            | -    | 65'      |
| 19-1-2015  | Монгомо       | Алжир          | 3 – 1      | ПАР                              | Кубок африканських націй 2015 - 1-й етап    | -    | 90'      |
| 23-1-2015  | Монгомо       | Гана           | 1 – 0      | Алжир                            | Кубок африканських націй 2015 - 1-й етап    | -    | 87'      |
| 27-1-2015  | Малабо        | Сенегал        | 0 – 2      | Алжир                            | Кубок африканських націй 2015 - 1-й етап    | -    | 72'      |
| 1-2-2015   | Малабо        | Кот-д'Івуар    | 3 – 1      | Алжир                            | Кубок африканських націй 2015 - чвертьфінал | -    |          |
| 26-3-2015  | Доха          | Катар          | 1 – 0      | Алжир                            | товариський матч                            | -    | 14'      |
| 30-3-2015  | Доха          | Оман           | 1 – 4      | Алжир                            | товариський матч                            | -    | 60'      |
| 6-9-2015   | Масеру        | Лесото         | 1 – 3      | Алжир                            | Відбір до Кубка африканських націй 2017     | -    |          |
| 9-10-2015  | Алжир (місто) | Алжир          | 1 – 2      | Гвінея                           | товариський матч                            | -    | 62'      |
| 13-10-2015 | Алжир (місто) | Алжир          | 1 – 0      | Сенегал                          | товариський матч                            | 1    |          |
| 17-11-2015 | Бліда         | Алжир          | 7 – 0      | Танзанія                         | Відбір до ЧС 2018                           | 1    | 67'      |
| 25-3-2016  | Бліда         | Алжир          | 7 – 1      | Ефіопія                          | Відбір до Кубка африканських націй 2017     | 1    | 73'      |
| 29-3-2016  | Аддис-Абеба   | Ефіопія        | 3 – 3      | Алжир                            | Відбір до Кубка африканських націй          | -    | 87'      |
| 4-9-2016   | Бліда         | Алжир          | 6 – 0      | Лесото                           | Відбір до Кубка африканських націй 2017     | -    | 45'      |
| 9-10-2016  | Бліда         | Алжир          | 1 – 1      | Камерун                          | Відбір до ЧС 2018                           | -    | 56'      |
| 12-11-2016 | Уйо           | Нігерія        | 3 – 1      | Алжир                            | Відбір до ЧС 2018                           | -    |          |
| 15-1-2017  | Франсвіль     | Алжир          | 2 – 2      | Зімбабве                         | Кубок африканських націй 2017 - 1-й етап    | -    |          |
| 19-1-2017  | Франсвіль     | Алжир          | 1 – 2      | Туніс                            | Кубок африканських націй 2017 - 1-й етап    | -    | 74'      |
| 23-1-2017  | Франсвіль     | Алжир          | 2 – 2      | Сенегал                          | Кубок африканських націй 2017 - 1-й етап    | -    | 44'      |
| 6-6-2017   | Бліда         | Алжир          | 2 – 1      | Гвінея                           | товариський матч                            | -    | 72'      |
| 11-6-2017  | Бліда         | Алжир          | 1 – 0      | Того                             | Відбір до Кубка африканських націй 2019     | -    | 69'      |
| 2-9-2017   | Лусака        | Замбія         | 3 – 1      | Алжир                            | Відбір до ЧС 2018                           | 1    |          |
| 5-9-2017   | Константіна   | Алжир          | 0 – 1      | Замбія                           | Відбір до ЧС 2018                           | -    | 73'      |
| 10-11-2017 | Константіна   | Алжир          | 3 – 0      | Нігерія                          | Відбір до ЧС 2018                           | 1    | кап. 78' |
| 14-11-2017 | Алжир (місто) | Алжир          | 3 – 0      | Центральноафриканська Республіка | товариський матч                            | 2    | 71'      |
| 1-6-2018   | Алжир (місто) | Алжир          | 2 – 3      | Кабо-Верде                       | товариський матч                            | -    |          |
| 7-6-2018   | Лісабон       | Португалія     | 3 – 0      | Алжир                            | товариський матч                            | -    | кап.     |
| 8-9-2018   | Бакау         | Гамбія         | 1 – 1      | Алжир                            | Відбір до Кубка африканських націй 2019     | -    | кап.     |
| 12-10-2018 | Бліда         | Алжир          | 2 – 0      | Бенін                            | Відбір до Кубка африканських націй 2019     | -    | 79'      |
| 16-10-2018 | Котону        | Бенін          | 1 – 0      | Алжир                            | Відбір до Кубка африканських націй 2019     | -    |          |
| 11-6-2019  | Доха          | Алжир          | 1 – 1      | Бурунді                          | товариський матч                            | -    | 68'      |
| 16-6-2019  | Доха          | Алжир          | 3 – 2      | Малі                             | товариський матч                            | -    | кап. 75' |
| 23-6-2019  | Каїр          | Алжир          | 2 – 0      | Кенія                            | Кубок африканських націй 2019 - 1-й етап    | -    | 74'      |
| 19-7-2019  | Каїр          | Сенегал        | 0 – 1      | Алжир                            | Кубок африканських націй 2019 - Фінал       | -    | 84'      |
| Усього     |               | Матчів         | 49         |                                  | Голів                                       | 11   |          |

## Досягнення

### Клубні
- Чемпіон Португалії:

«Порту»: 2017-18
- Володар Суперкубка Португалії:

«Порту»: 2018
- Володар Кубка Еміра Катару:

«Аль-Гарафа»: 2025

### Збірні
- Володар Кубка африканських націй (1):

 Алжир: 2019
- Переможець Кубка арабських націй: 2021